# Romulus (personaggio)
(Frase ricorrente di Romulus rivolta a Wolverine)
Romulus è un personaggio dei fumetti Marvel Comics, creato da Jeph Loeb (testi) e Simone Bianchi (disegni). La sua prima apparizione è in Wolverine (III serie) n. 50 (ottobre 2007), nel corso della saga Wolverine: Evolution.
È un "lupoide", una specie di mutante il cui DNA si è evoluto dai lupi e non dalle scimmie, di cui fanno parte anche Wolverine, Sabretooth, Wild Child, Sasquatch, Feral, Thornn e Wolfsbane. Oltre ad essere il capostipite di tale specie, Romulus è anche un individuo misterioso che da secoli vive all'ombra della società; nei fumetti possiede una discreta importanza, dal momento che è stato lui ad orchestrare tutti gli eventi della vita di Wolverine. Essendo già in vita nell'età della pietra, Romulus è probabilmente il più antico mutante del mondo, di gran lunga più di Apocalisse.

## Biografia del personaggio
Romulus appare per la prima volta in sogno a Wolverine; nei sogni, al canadese viene infatti rivelata l'esistenza dei Lupoidi. Questi gli vengono mostrati in diversi periodi storici: la preistoria, l'epoca romana e la successiva età barbarica; in ognuno di questi periodi a gestire gli umanoidi è una figura enorme e minacciosa, Romulus. Nella preistoria vediamo il Primo Lupoide aiutare i suoi simili a creare una primitiva civiltà, nell'età barbarica lo si vede in veste di sovrano durante una guerra tra Lupoidi, nell'antica Roma riveste addirittura il ruolo di imperatore e fa combattere i suoi simili nel Colosseo.
Il sogno di Logan s'interrompe nel momento in cui egli sta per vedere Romulus in faccia.
Si scoprirà in seguito che tali sogni sono stati fatti da Logan su esplicito volere di Romulus affinché sapesse; è tuttavia ancora misterioso come questi vi sia riuscito.
Negli anni Romulus ha riunito attorno a sé uno stuolo di servitori Lupoidi in un'organizzazione diffusa in tutto il mondo; da lui prendevano ordini Cyber, Nuke, Seraph e molti altri personaggi che hanno avuto a che fare con la vita di Logan. A lungo il braccio destro del Lupoide è stato proprio Sabretooth, nemesi di Wolverine; dopo la morte di questi pare essere stato sostituito da Wild Child. Tra le sue file inoltre Romulus vanta anche Daken, figlio biologico di Wolverine e Itsu.
Wolverine scoprirà poi, in un altro sogno, che a dare ordini al progetto Arma X c'era proprio Romulus, e, inoltre, che è stato lui a volere che Logan fosse selezionato per la fusione delle proprie ossa con l'adamantio. Ciò renderebbe il primo Lupoide anche responsabile della fuga di Logan dallo stabilimento e della cancellazione della sua memoria. Da allora egli ha controllato, pianificato e manipolato ogni azione della vita di Wolverine, il quale è stato per anni uno spietato assassino proprio eseguendo i suoi ordini, riferitigli tramite terzi.
Ai giorni nostri Romulus, tramite uno sconosciuto processo scientifico, ha restituito il loro aspetto Lupoide alle sorelle Feral e Thornn al solo scopo di farle unire al gruppo di Logan, il quale, messosi sulle tracce di Sabretooth, ha fatto ritorno alla sede di Arma X, dove Romulus ha progettato di farle morire proprio per mano di Creed, definitivamente privato della sua umanità dal Primo Lupoide stesso. L'intervento di Wolverine riesce a salvare solo Thornn; Feral viene sbranata. Tale gesto di Sabretooth porterà Logan ad affrontarlo per l'ultima volta con l'intento di ucciderlo, servendosi della lama di Muramasa. Tutto ciò era stato largamente progettato dall'oscuro Lupoide, ma a tutt'oggi se ne ignora il significato. Una volta compiuto l'omicidio da parte di Logan, Romulus gli si presenta alle spalle e discorre per la prima volta con il nemico confermando ciò che quest'ultimo ha appreso sulla sua manipolazione; anche in questa occasione, tuttavia, il mutante canadese non fa in tempo a scorgerne i lineamenti. In seguito al suo contenuto, quest'incontro viene considerato dai due come una sorta di "dichiarazione di guerra" reciproca.
Romulus continuerà a pianificare contro Wolverine per tenerlo lontano dallo scoprire troppo; in un'occasione lo farà addirittura catturare e prendere a fucilate in una buca per settimane solo per mettere alla prova il suo fattore rigenerante. Daken, dopo essere stato catturato dal padre, ha perso completamente la sua memoria, per ragioni oscure in cui pare però sia coinvolto sempre Romulus. Secondo Wild Child, Wolverine è molto importante per un futuro progetto di Romulus; tuttavia il progetto in questione, così come qualunque dettaglio sul personaggio, rimane avvolto nel mistero.
Nick Fury ha recentemente saputo da Cyber (nemico di Wolverine e pedina dello stesso Romolus) che il cognome da nubile della madre di Logan era Hudson, e che gran parte dei suoi discendenti sono stati (consapevoli o meno) pedine di Romulus e hanno influenzato e manipolato l'esistenza di Wolverine: ad esempio, un Hudson era comandante di Cyber, Sabretooth e Logan durante la prima guerra mondiale, mentre un suo nipote fu uno degli scienziati del progetto Arma X e James Mac Donald Hudson, il supereroe canadese Guardian fu colui che trovò Logan nei boschi e lo reclutò in Alpha Flight.
Secondo Fury, Romulus era la mente dietro il progetto Arma X, allo scopo di rendere il suo mortale agente (Logan) in grado di uccidere i supereroi che stavano spuntando nel mondo, come ad esempio Hulk, uno dei primi avversari di Wolverine dopo l'assunzione dell'adamantio.
Con l'aiuto di Charles Xavier, che gli cancellò la memoria, Wolverine divenne inutilizzabile per Romulus, che quindi puntò suo figlio Daken come nuovo agente. Oggi Romulus sta plagiando Daken (su cui ha inserito delle trappole psichiche, in modo da impedire ai telepati tipo Xavier di intervenire come su Logan) facendo in modo che il ragazzo s'impossessi della spada Muramasa, una katana mistica in grado di annullare gli effetti del fattore di guarigione; il piano di Romulus è fondere le ossa di Daken col metallo della spada, in modo da creare un agente in grado di uccidere persino Wolverine.
Wolverine e Romulus si affrontano, Logan usa la spada Muramasa per sconfiggerlo, mentre Romulus usa dei guanti con quattro artigli per mano, alla fine Wolverine mette da parte la spada e decide di usare i suoi artigli distruggendo quelli di Romulus, dimostrando la sua superiorità, schernendolo con la frase «Tu non sei quello che sto per diventare ... io sono quello che hai sempre voluto essere». Comunque Wolverine decide di risparmiarlo, anche se è consapevole che Romulus gli creerà altri problemi.
I due rivali hanno nuovamente modo di riaffrontarsi, Cloak li teletrasporta nella dimensione oscura, Wolverine in un primo momento pensa di decapitarlo, ma in seguito decide di lasciarlo intrappolato in quella dimensione per sempre.
Purtroppo Romulus riesce a fuggire dalla dimensione oscura, Wolverine intanto conosce la sorella del suo nemico, Remus, la quale lo informa che tutte le cose dette da Romulus sono false, i Lupoidi non esistono, lui aveva inscenato tutto solo per avere dei seguaci e convincerli ad aderire al progetto Arma X, per creare una nuova generazione di mutanti avanzati, potenziati con l'adamantio, modificato su una base di vibranio. Alla fine pure Romulus si sottopone allo stesso trattamento di Logan, ottenendo uno scheletro di adamantio, ma nonostante tutto Wolverine riesce a sconfiggerlo dimostrando di essere il più forte. Dopo questi avvenimenti Romolus viene rinchiuso nella struttura Raft.

## Poteri e abilità
(Romulus)
In quanto Lupoide Romulus ha tutte le capacità tipiche della specie quali sensi ipersviluppati e capacità fisiche potenziate, accentuate nel suo caso dalla sua enorme e muscolosissima stazza. Gli altri Lupoidi (compreso l'abilissimo Sabretooth) lo rispettano e lo temono in maniera esagerata, e ciò lascia ad intendere che abbiano paura di lui.
Romulus è tuttavia sprovvisto di artigli organici (ad eccezione delle cinque affilatissime unghie delle mani), difatti per combattere si serve di un paio di guanti sormontati alle estremità delle nocche da lunghissimi artigli fasulli di Adamantio.
Si serve anche di una solida armatura anch'essa d'adamantio, che copre il suo ginocchio destro.
Essendo comparso in diverse parti della storia Romulus parrebbe essere immortale; è tuttavia ignota la ragione di una tale longevità. L'ipotesi più scontata è quella secondo la quale egli possegga un fattore rigenerante estremamente potente, in maniera simile a Wolverine e Sabretooth. Tuttavia dopo il primo incontro faccia a faccia tra lui e Wolverine questi afferma di aver compreso che Romulus non è affatto immortale, solo molto vecchio. Ma una frase detta da Romulus stesso, «Io sono ciò che tu sarai.», oltre all'affermazione di non aver mai temuto la morte, fanno pensare che egli sia in realtà un'entità disincarnata che alla morte del vecchio corpo si impossessa di un nuovo corpo, preferibilmente quello di un altro dei Lupoidi, i quali sono presumibilmente suoi discendenti, nelle cui vite interferisce restando nell'ombra allo scopo di trovare il candidato migliore di cui impossessarsi. Si impossesserà del corpo di colui che alla fine riesce a ucciderlo.
Romulus dimostra più volte la capacità di materializzarsi in qualunque posto comparendo praticamente dal nulla, per poi scomparire nel medesimo lasso di tempo; tale abilità, simile ad un teletrasporto è mostrata anche da Daken, il quale la definisce dicendo "sono sempre e soltanto dove il mio avversario non guarda" facendo presupporre che si tratti solo di un'abilità fisica; più avanti viene infatti rivelato come Daken riesca in tale impresa grazie ad un eccezionale controllo dei suoi feromoni. Ammettendo che per Romulus sia lo stesso ciò non spiegherebbe tuttavia come riesca a volatilizzare con sé anche altre persone, come ad esempio Wild Child.
Una prova di possibili poteri psichici da parte del mutante è la capacità di entrare nella mente di Wolverine per dargli informazioni sotto forma di flashback e sogni; mentre per cancellare la memoria di Logan Romulus si servì di una macchina, la conferma dei suoi poteri psichici la si ha già durante il suo primo scontro con Wolverine: difatti, per salvarsi dall'ira del mutante canadese e fuggire, lo distrae lanciando la spada di Muramasa per poi stordirlo con un'illusione della moglie deceduta Itsu.
Viene fatto più volte intendere che Romulus disponga di un'intelligenza oltre che di una conoscenza della tecnologia estremamente al di sopra dell'ordinario; difatti riesce a potenziare di gran lunga le abilità fisiche di Wild Child, che quindi riesce a battersi con Wolverine, a ridare il loro aspetto mutante a Feral e Thornn senza che questo significhi restituire loro i poteri e a togliere dal cervello di Sabretooth la parte razionale, fino a lasciarlo in uno stato poco più che animalesco; inoltre, pare sia stato una delle grandi menti dietro al progetto Arma X. Va inoltre fatto notare che Creed, nella sua prima apparizione, era un mutante molto debole, tale da essere sconfitto senza fatica dalla Gatta Nera; in seguito, però, senza nessun'apparente spiegazione è ricomparso come potentissima nemesi di Wolverine; è possibile che ciò sia stata una disattenzione degli autori, ma è altresì possibile che si sia trattato, nelle intenzioni degli stessi, dell'azione di Romulus.
In combattimento, Daken fa spesso riferimento al «suo maestro» che oltre ad avergli insegnato a «essere dove il suo nemico non guarda» gli ha anche trasmesso una profonda conoscenza delle arti marziali; è probabile che questo individuo sia proprio Romulus, dato che in un flashback di Wolverine viene mostrato come il primo Lupoide abbia avuto contatti con la setta della Mano. Nel primo scontro tra lui e Wolverine Romulus si dimostra infatti un suo degno rivale nel combattimento, tanto da riuscire a colpirlo a sorpresa più volte, sebbene infine Wolverine si dimostri comunque il migliore tra i due a causa della sua (relativamente) giovane età.
L'odore di Romulus è inoltre impercettibile in quanto è solito utilizzare oli e profumi per coprirlo.

## Curiosità
- Originariamente doveva essere Wolverine ad usare dei guanti con artigli di Adamantio, tuttavia la Marvel decise che il mutante canadese doveva avere degli artigli organici perché non fosse troppo facile da sconfiggere. Anni dopo l'idea venne ripresa per il personaggio di Romulus.[senza fonte]